# Vilém Julius Josef Hauner
Vilém Julius Josef Hauner (28. dubna 1877 Praha – 31. října 1941 Mauthausen) byl český matematik a astronom, později proslulý jako vojenský historik, publicista a překladatel.

## Život
Narodil se 28. dubna 1877 v Praze, jako druhorozený syn, v rodině restauratéra a hoteliéra Wilhelma Haunera (22. června 1842 Olešná čp.7– 9. března1919 Praha) a jeho ženy Julie rozené Hlaváčové. Jeho otec byl majitelem prestižního prosperujícího hotelu "U Arcivévody Štěpána" (později hotel "Šroubek", nyní hotel Evropa"). Měl pět sourozenců: Marii Votrubovou–Haunerovou (*1878), Antonína (1882–1890), Julii (*1882), Julia (*1883) a Kristinu (*1896).
Vystudoval v Praze gymnázium a Filozofickou fakultu Univerzity Karlovy. 20. října 1900 byl promován na doktora filosofie (rigoróza z matematiky, fyziky a filozofie). Pracoval v té době jako asistent astronomického ústavu, svých znalostí využil např. jako autor hesla o mlhovinách v Ottově slovníku naučném.
Roku 1901 studoval v Lipsku a o rok později na Cambridgeské univerzitě. Postupně napsal matematická pojednání Geometrie neeuklidovská a její poměr k theorii poznání (Česká mysl, roč. IV.) a Geometrie neeuklidovská: Theorie Riemannova (Česká mysl, roč. IX).
Později se zabýval především moderními a vojenskými dějinami. V letech 1911–1920 byl hospodářem Mensy akademické, za což byl osvobozen od vojenské služby, a členem Akademického domu. Od roku 1919 byl stálým členem komise pro vojenské názvosloví u Ministerstva národní obrany. V době první republiky byl redaktorem časopisu Tribuna, kde do roku 1923 přispíval do zahraniční a vojenské rubriky. Od roku 1920 byl členem správní rady Vojenského ústavu věd, v roce 1925 se stal jeho místopředsedou. Byl docentem na Svobodné škole politických nauk.
Za druhé světové války mu byl ze strany okupačních úřadů zkonfiskován majetek, později zemřel v koncentračním táboře Mauthausenu.  Jméno Dr. V. J. J. Hauner je uvedeno na společné pamětní desce u vchodu domu na Budějovické 5 v Praze 4. Dne 20. října 1945 byl in memoriam vyznamenán Československým válečným křížem 1939. 
S manželkou Jitkou, rozenou Staňkovou (20. července 1880 Vídeň – 16. dubna 1948) měl dva syny. Mladší syn, právník JUDr. Edgar Stanislav Hauner (*14. října 1906), byl  zastřelen nacisty během heydrichiády 8. června 1942. Starší syn, neslyšící Vilém Bohumír, se věnoval knižní umělecké vazbě. Jeho starší syn Milan byl historikem  a  mladší syn Roland (1942–2007) byl elektrotechnikem.
Po rozvodu v roce 1920 se Vilém J. J. Hauner znovu oženil a to se zpěvačkou Marií Breitscheidovou, rozenou Trappovou.

### Činnost
Zabýval se dějinami novověkého válečnictví, napsal mnoho článků z vojenské historie do Času, Přehledu, Tribuny, Československé revue, Parlamentu, Vojenských rozhledů a dalších. Překládal z němčiny, angličtiny a francouzštiny. Později se stal redaktorem vojenské části Masarykova slovníku naučného.

## Dílo
- O neeuklidovské geometrii Nikolaje Ivanoviče Lobačevského – dizertační práce (1900)
- Válka (1912)
- Vývoj pozemního válečnictví slovem i obrazem (1922)
- Maršálem od píky. Život a činnost sira Williama R. Robertsona (1931)
- Světová válka (1932)
- Bitva na Bílé hoře 1620 (1933)
- Význam techniky ve světové válce (1933)

### Překlady
- Winston S. Churchill: Světová krise 1911–1918. Kniha I. 1911–1914 (s B. Štěpánkem) (1932)
- Winston S. Churchill: Světová krise 1911–1918. Kniha II. 1915 (1932)
- Winston S. Churchill: Světová krise 1911–1918. Kniha III. 1916–1918 (1932)
- Joseph Jacques Césaire Joffre: Paměti maršála Joffrea. Kniha 1 (1933)
- Joseph Jacques Césaire Joffre: Paměti maršála Joffrea. Kniha 2 (1933)
- Grace Adams: Od strachu k odvaze (1936)
- Edith Sitwell: Viktorie královna anglická – Její život a doba (1937)
- Will Durant: Od Platona k dnešku (s H. Sýkorou) (1937)